# Jose Diokno
Jose Wright Diokno, detto Ka Pepe (Manila, 26 febbraio 1922 – Quezon City, 27 febbraio 1987), è stato un politico, attivista e avvocato filippino.
Studiò prima commercio all'Università De La Salle e poi giurisprudenza Università di Santo Tomás, dovendo però interrompere i propri studi allo scoppio della seconda guerra mondiale. Ottenne tuttavia dalla Corte Suprema il permesso per poter esercitare la professione di avvocato e tra gli cinquanta e sessanta fu coinvolto in numerose procedure legali dall'alta attenzione pubblica, che ne aumentarono la popolarità. Tale reputazione lo portò ad essere nominato Segretario della Giustizia dal presidente Diosdado Macapagal, carica che occupò nel 1962. L'anno seguente si candidò con successo al Senato, ricoprendo la posizione sino alla dichiarazione di legge marziale da parte del presidente Ferdinand Marcos nel settembre 1972. A seguito di questo evento aumentarono i suoi dissidi col governo e, forte della sua grande amicizia con il socialista Ninoy Aquino, divenne una delle principali figure dell'opposizione assieme ad esponenti del Partito Liberale come lo stesso Aquino, Gerry Roxas e Jovito Salonga.
Attivista militante e difensore dei diritti umani, scontò una detenzione di due anni dal 1972 al 1974, al termine dei quali prestò servizio legale a prigionieri politici, leader del Partito Comunista e presunte vittime di abusi dei diritti umani. La rivoluzione del Rosario portò alla cacciata forzata di Marcos e nel 1986 Diokno fu nominato Presidente della Commissione per i diritti umani delle Filippine dalla nuova presidente Corazon Aquino. Abbandonò la carica un anno dopo con grande indignazione, a seguito del massacro di Mendiola, dove tredici contadini furono uccisi dalle forze antisommossa del governo Aquino per aver protestato a favore di una riforma agraria.

## Biografia

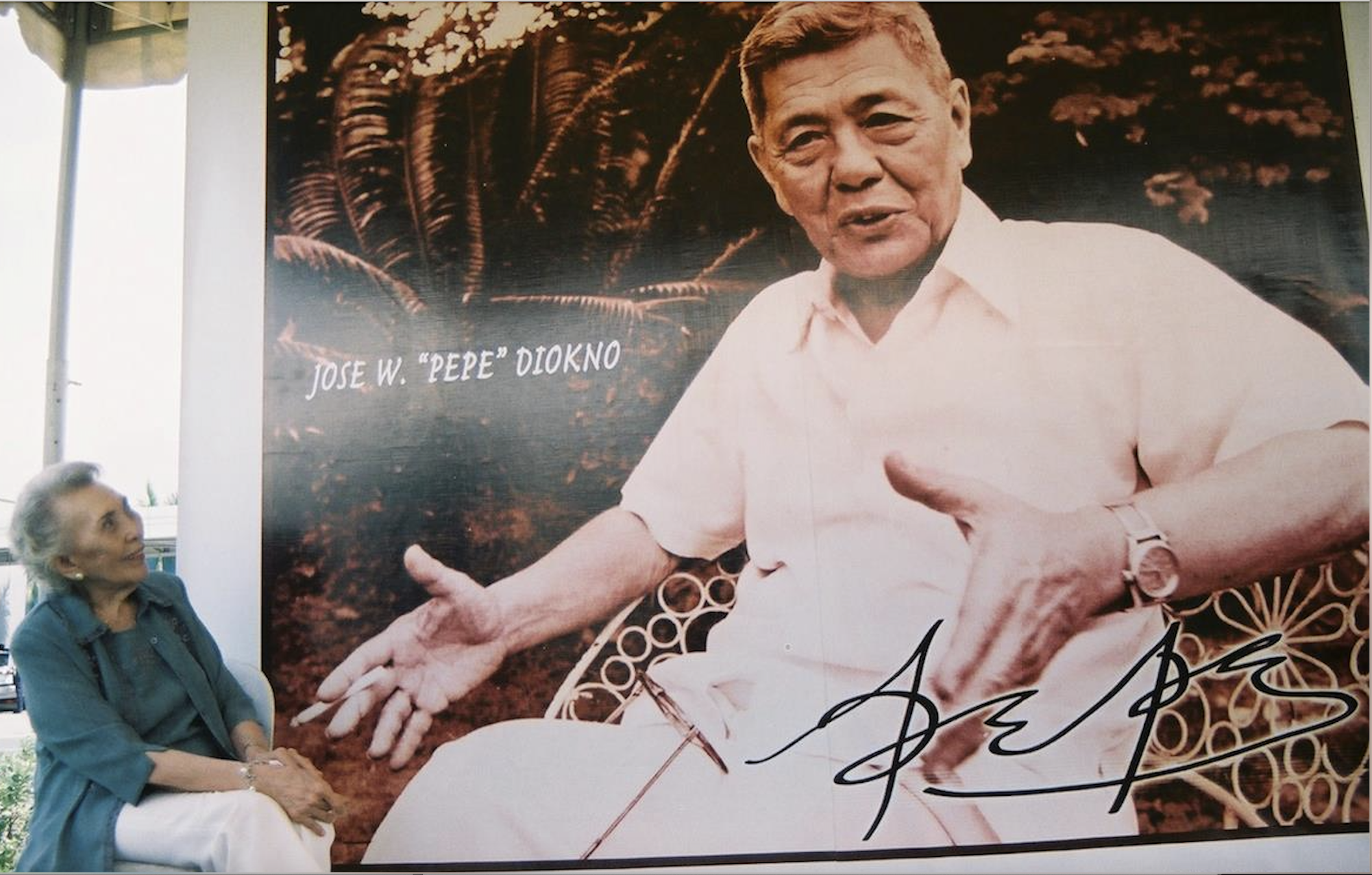
Carmen Diokno guardando il ritratto di Jose

Jose Diokno nacque a Manila il 26 febbraio 1922, figlio del politico e giudice della Corte Suprema Ramón Diokno e di Leonor Wright, una casalinga di origini britanniche. Suo nonno Ananías Diokno fu generale durante la rivoluzione filippina e la guerra filippino-americana.
Finì con alti voti la propria istruzione secondaria presso l'Università De La Salle, prima di iscriversi in commercio presso il medesimo istituto. Si laureò summa cum laude a soli 18 anni.
Si iscrisse poi a giurisprudenza presso l'Università di Santo Tomás, dovendo però interrompere i propri studi allo scoppio della seconda guerra mondiale. Durante il conflitto, proseguì il percorso di istruzione da autodidatta, leggendo vari libri di giurisprudenza in possesso del padre. Grazie all'aiuto dell'influente padre, al termine della guerra ottenne un permesso speciale dalla Corte Suprema per poter esercitare la professione di avvocato, pur non avendo conseguito una laurea.

### Vita privata
Il 28 marzo 1949 sposò la mindanaoense Carmen Reyes, incontrata qualche anno prima a una festa organizzata da Arsenio Lacson, con la quale ebbe dieci figli. Uno di essi, Chel, ha seguito le orme del padre nel mondo della politica, mentre una figlia, Maris, è divenuta nota storica e accademica.